# الفاراتا (پنسیلوانیا)
الفاراتا، پنسیلوانیا (به انگلیسی: Alfarata, Pennsylvania) یک منطقهٔ مسکونی در ایالات متحده آمریکا است که در پنسیلوانیا واقع شده‌است.

## خصوصیات
الفاراتا ۱۴۹ نفر جمعیت دارد.